# Kinetic Energy Recovery System

Funktionsprinzip von KERS

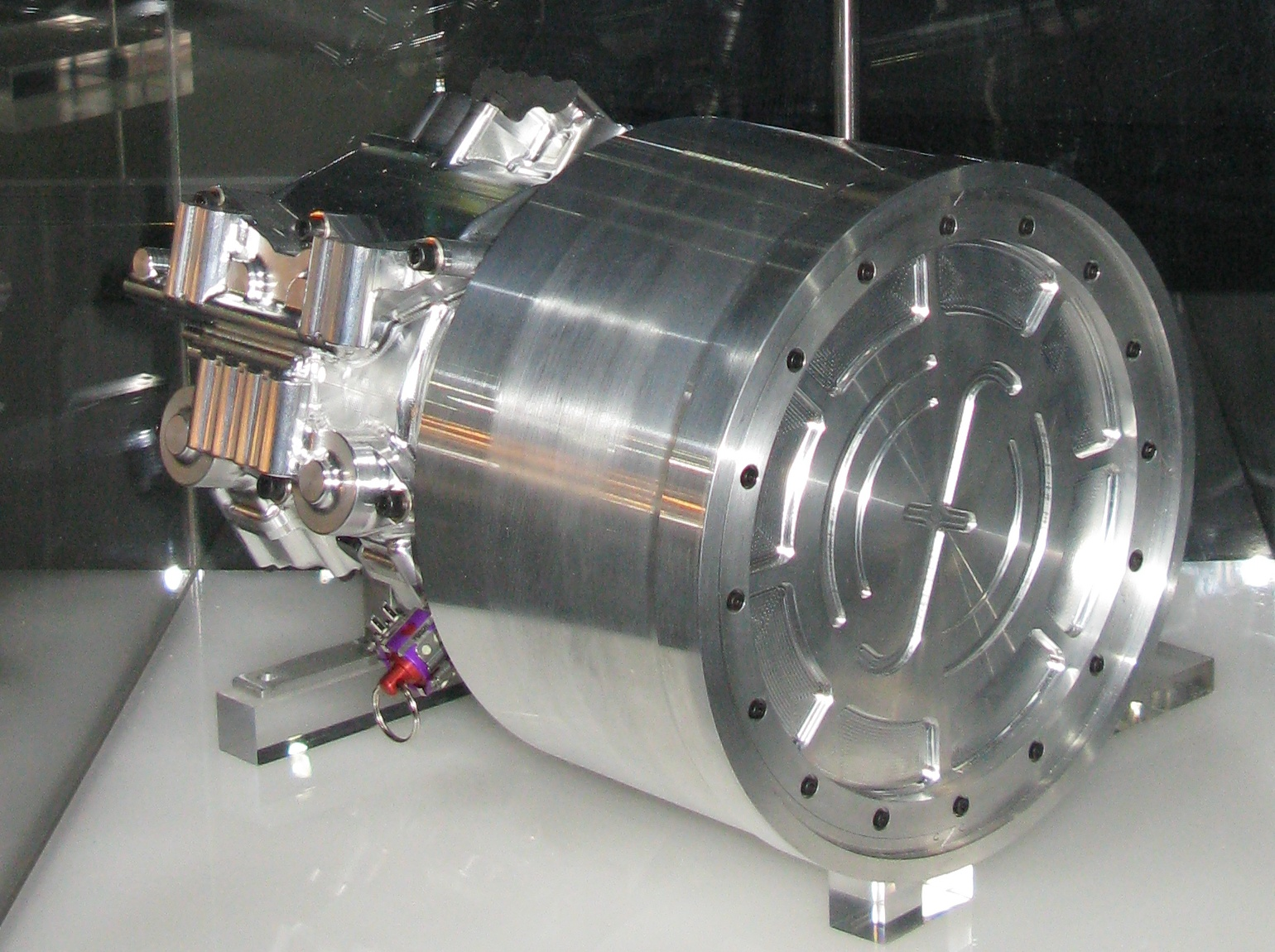
Mechanisches KERS

Kinetic Energy Recovery System (KERS, englisch für System zur Rückgewinnung kinetischer Energie) ist ein meist elektrisches System zur Bremsenergierückgewinnung, das in der Formel 1 von 2009 bis 2013 zur Benutzung freigegeben war und 2014 durch ERS abgelöst wurde.
Mit der Energierückgewinnung – im Fahrzeugbau wird auch von Rekuperation gesprochen – und Hybridantrieb sollen die Rennwagen laut der FIA und den Automobilherstellern ein umweltfreundlicheres Image bekommen. KERS wird in einer elektrischen, einer elektromechanischen und einer mechanischen Variante eingesetzt.

## Variationen

### Elektrisches KERS
Die in der Formel 1 bevorzugte Variante ist ein Generator, der beim Bremsen kinetische Energie, statt in thermische Energie, in elektrische Energie umwandelt und in Akkumulatoren oder Superkondensatoren speichert. Der Ausrüster Magneti Marelli erreicht mit dem rein elektrischen KERS einen Wirkungsgrad von 95 bis 97 Prozent bei einem Gewicht von 4 kg für die Generatoreinheit. Die Steuereinheit, die bei einer Spannung von 500 Volt und einer Stromstärke von 1000 Ampere arbeitet, wird zusammen mit dem Generator, der Drehzahlen bis zu 40.000/min erreicht, wassergekühlt.
Die speicherbare Energiemenge war von 2009 bis 2013 auf 300 Kilojoule und die in einer Runde verwendbare Energie auf 400 Kilojoule begrenzt. Ab der Saison 2014 wurde die speicherbare Energiemenge der Motor-Generator-Unit-Kinetic im Energy Recovery System auf 2 Megajoule angehoben.
Bei den Fernsehübertragungen der Rennen wird seit Beginn der Saison 2009 bei den mit KERS ausgestatteten Fahrzeugen in der Cockpitgrafik neben Drehzahl und Gangstufe auch die Nutzung des Akkumulators angezeigt.

### Elektromechanisches KERS
Eine Kombination von elektrischem und mechanischem KERS ist das System Dynastore, bei dem der Generator selbst als mechanischer Speicher (Schwungrad) dient. Die Energie wird elektrisch zu- und abgeführt. Diese Variante wurde von Williams Hybrid Power (WHP) 2009 für die Formel 1 angeboten. Das Dynastore-System hatte einen Rekuperationswirkungsgrad von 79 bis 87 Prozent und wog 18 kg. Erstmals im Rennsport eingesetzt wurde diese Technik von Porsche im 911 GT3 R Hybrid, der dem FIA-GT3-Reglement entspricht. Porsche verwendet das KERS von Williams Hybrid Power, einem Tochterunternehmen des gleichnamigen Williams-Formel-1-Teams.

### Mechanisches KERS

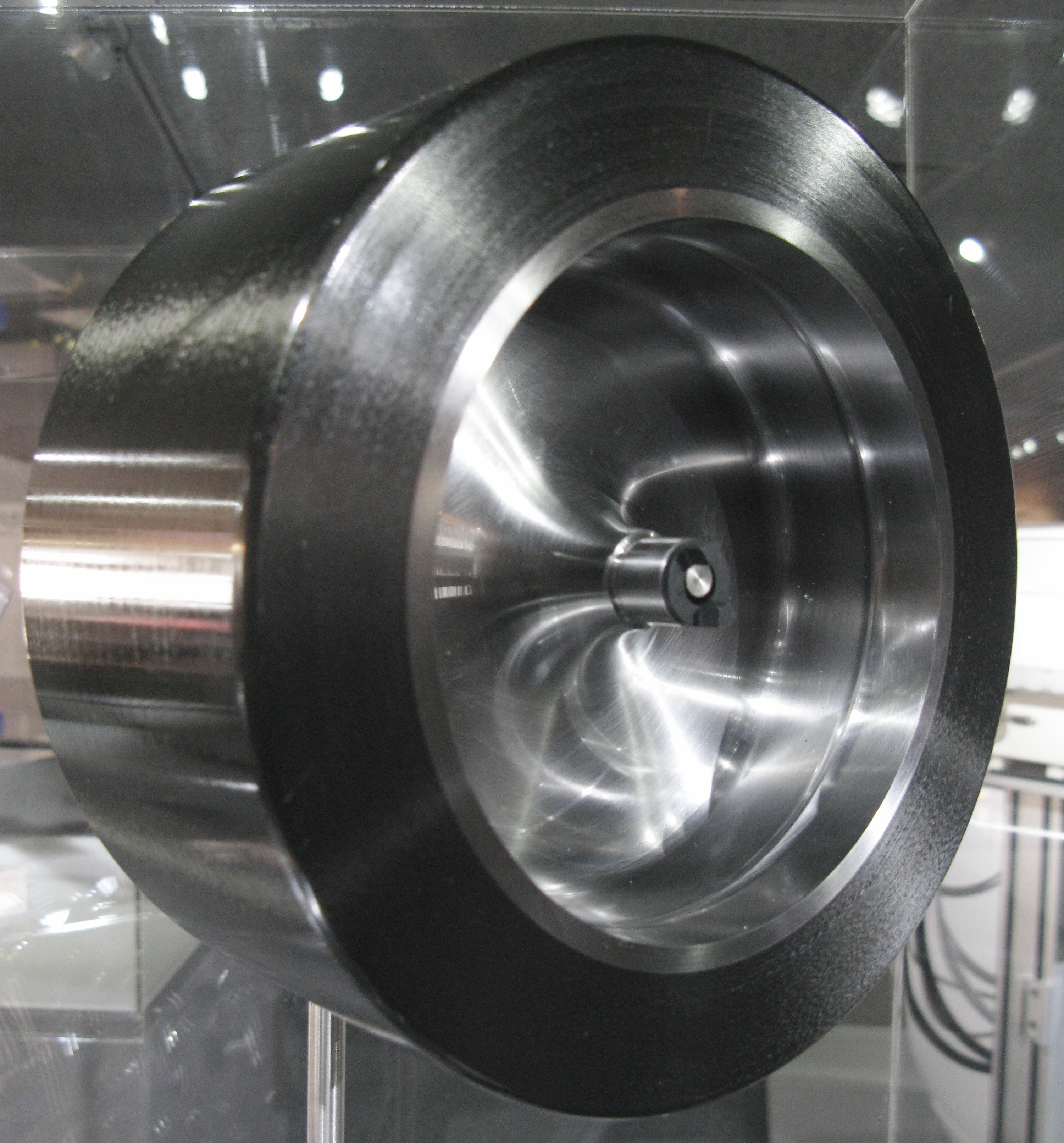
KERS-Schwungrad

Bei der mechanischen Variante des KERS wird in einem Vakuumzylinder ein mit bis zu 60.000/min rotierendes Schwungradsystem durch den Bremsvorgang beschleunigt und dieses kann zu einem späteren Zeitpunkt die gespeicherte Energie über ein stufenloses Getriebe wieder an die Antriebsachse abgeben. Dieses Verfahren wurde für 2009 von Flybrid Automotive Limited für die Formel 1 angeboten, kam jedoch nicht zum Einsatz. Eine rotierende Trommel nahm die Bremsenergie mechanisch auf und gab sie mechanisch wieder ab; der Wirkungsgrad des 25 kg wiegenden Systems lag bei 70 Prozent.
Das gleiche Wirkprinzip wurde in den 1950er-Jahren bereits beim Gyrobus eingesetzt.

## Geschichte in der Formel 1
Erste Entwicklungen zur Energierückgewinnung in der Formel 1 fanden bereits 1996 statt; aus Sicherheitsgründen wurde nach Angaben von Max Mosley die Technik aber nicht zugelassen.
- 1998 wurde erstmals KERS als ein Konstruktionsmerkmal des McLaren MP4/13 in der Formel 1 praktisch eingesetzt. Mika Häkkinen und David Coulthard fuhren damit einen überlegenen Doppelsieg beim Großen Preis von Australien ein. Das (vermutlich) hydraulische KERS des MP4/13 (ähnlich dem System Rexroth) lädt beim Bremsen über einen Kolben einen Speicher, dessen Energie bei Bedarf wieder über den Axialkolben freigesetzt wird.[4] Nach diesem Rennen wurde das System verboten.
- 2009 wurde in der FIA über eine offizielle Einführung des Systems diskutiert und schließlich für die Saison 2009 vorgesehen. Jedes Team konnte eine eigene KERS-Technologie entwickeln und in den Autos verbauen. Wegen des reduzierten Budgets der Teams und der durch den Einbau entstehenden Gewichtszunahme und Schwerpunktverlagerung der Autos wurde KERS aber nur von vier Teams eingesetzt: McLaren-Mercedes, Ferrari, BMW Sauber F1 und Renault. Nach nur wenigen Einsätzen mit mangelndem Erfolg verzichteten BMW und Renault im weiteren Saisonverlauf auf den Einsatz eines KERS, da hinsichtlich der möglichen Rundenzeiten die Nachteile wie eine ungünstigere Gewichtsverteilung und erhöhter Kühlbedarf die Vorteile der Zusatzleistung überstiegen.
- 2010 wurde in der Formel-1-Saison 2010, also ein Jahr nach der Einführung des Systems, KERS den Statuten nach weiterhin erlaubt. Allerdings hatten sich die in der FOTA zusammengeschlossenen Teams in einer internen Vereinbarung dazu verpflichtet, kein KERS mehr einzusetzen, was dann auch eingehalten wurde.[8]
- 2011: Für die Saison 2011 galten dann wieder die offiziellen FIA-Statuten, so dass KERS von den Teams eingesetzt werden durfte.[9] Der Zeitgewinn pro Runde lag je nach Kurs zwischen ca. 0,3 und 0,4 Sekunden.[10] KERS wurde in dieser Saison, mit Ausnahme von Lotus Racing, dem HRT F1 Team und Virgin Racing, von sämtlichen Teams eingesetzt, Red Bull Racing verzichtete nur beim Saisonstart in Australien aus Zuverlässigkeitsgründen auf die Benutzung in Qualifying und Rennen.
- 2012: Während das Caterham F1 Team (Nachfolger von Team Lotus) in der Saison 2012 ein KERS von Red Bull verwendete,[11] verzichteten HRT und Marussia (Nachfolger von Virgin) weiterhin auf den Einsatz.
- 2013: In der Formel-1-Saison 2013 verwendeten alle elf Teams KERS.
- 2014: Seit der Saison 2014 werden komplett neu entwickelte V6-Turbomotoren eingesetzt. Gleichzeitig ist das Energierückgewinnungssystem nicht mehr nur auf die Rückgewinnung von kinetischer Energie beschränkt, entsprechend wurde das System in ERS umbenannt. Die Leistung des Systems wurde auf 120 kW (163 PS) verdoppelt und ist 33,3 statt 6,7 Sekunden abrufbar.

## Verwendung außerhalb der Formel 1

### Elektromechanisches KERS
Bei der VLN Langstreckenmeisterschaft Nürburgring am 27. März 2010 gab ein Porsche 997 GT3 R Hybrid mit mechanischem KERS sein Renndebüt. Beim 24-Stunden-Rennen auf dem Nürburgring schied das Team, nach 22 Stunden in Führung liegend, mit technischem Defekt aus. Die Ölpumpe für die Trockensumpfschmierung des Motors versagte, was zu einem kapitalen Motorschaden führte. Der Porsche 997 GT3 R Hybrid verwendet ein Hybridsystem (KERS) von Williams Hybrid Power (WHP), einem Tochterunternehmen des gleichnamigen Formel-1-Teams.
Ein mit einem elektrisch-mechanischen KERS ausgerüsteter Audi R18 e-tron quattro gewann 2012 als erstes Hybridfahrzeug das 24-Stunden-Rennen von Le Mans.

### Elektrisches KERS
2012 trat der N.technology P 4/5 Competizione mit einem von Magneti Marelli entwickelten elektrischen KERS, das auf dem von den Teams Red Bull Racing und Scuderia Toro Rosso in der Formel 1 verwendeten System basiert, beim 24-Stunden-Rennen auf dem Nürburgring an und belegte Platz 12. Ebenfalls 2012 trat Toyota mit dem Toyota TS030 Hybrid erstmals beim 24-Stunden-Rennen von Le Mans an.

### WEC
In der World Endurance Championship sind seit der Saison 2014 KERS-Systeme für LMP1-Werkseinsätze verpflichtend vorgeschrieben. Dabei können einer oder zwei Elektromotoren beliebig über den Antriebsstrang verteilt werden. Auch die Wahl des Energiespeichers ist völlig frei.

## Kritik
Nachdem bei Testfahrten im Juli 2008 ein Mechaniker des BMW-Sauber-Teams einen starken Stromschlag vom Fahrzeug bekommen hatte, wurden Sicherheitsbedenken bzgl. KERS geäußert. Die Rennwagen könnten nach Fehlern im KERS-Steuergerät an der Außenhaut Hochspannungen aufweisen. Das Nachfolgesystem der Saison 2014 wurde auf eine elektrische Spannung von 1000 Volt begrenzt. Um einen besseren Schutz zu gewährleisten, wurden spezielle Handschuhe und Schuhe für Fahrer, Mechaniker und Sportwarte eingeführt.
Eine potenzielle Gefahr sind die bei der kurzzeitigen Energiezwischenspeicherung hochbelasteten Lithium-Ionen-Akkumulatoren, die Brände verursachen können.
In der Kritik stand KERS auch aufgrund der hohen Kosten. Die hohen Kosten hatten zur Folge, dass in der Saison 2009 letztlich nur vier Teams das System nutzten und 2010 alle Teams auf den Einsatz verzichteten. Erst 2013 setzten alle Teams im Feld KERS ein.